# Genet
Una colonia clonale o genet è un gruppo di individui geneticamente identici, come piante, funghi, o batteri, che sono cresciuti in un dato luogo, tutti originati vegetativamente, non sessualmente, da un singolo antenato.
In ecologia, il genet è un organismo che inizia la propria vita come zigote unicellulare e che darà poi origine ad un organismo modulare (alghe, coralli, spugne, etc.), cioè un organismo che si accresce mediante la ripetuta produzione di moduli a formare una struttura ramificata, complessa e difficilmente prevedibile.
Dunque, il modulo è un membro di una unità modulare di un clone, non avente la capacità di condurre un'esistenza indipendente se separato dall'organismo parentale.
Invece, si parla di ramet quando si vuole identificare un membro di una unità modulare di un clone, avente però la capacità di condurre un'esistenza indipendente se separato dall'organismo parentale: è il caso della Lemna minor, o lenticchia d'acqua.